# Charles-Juste de Beauvau

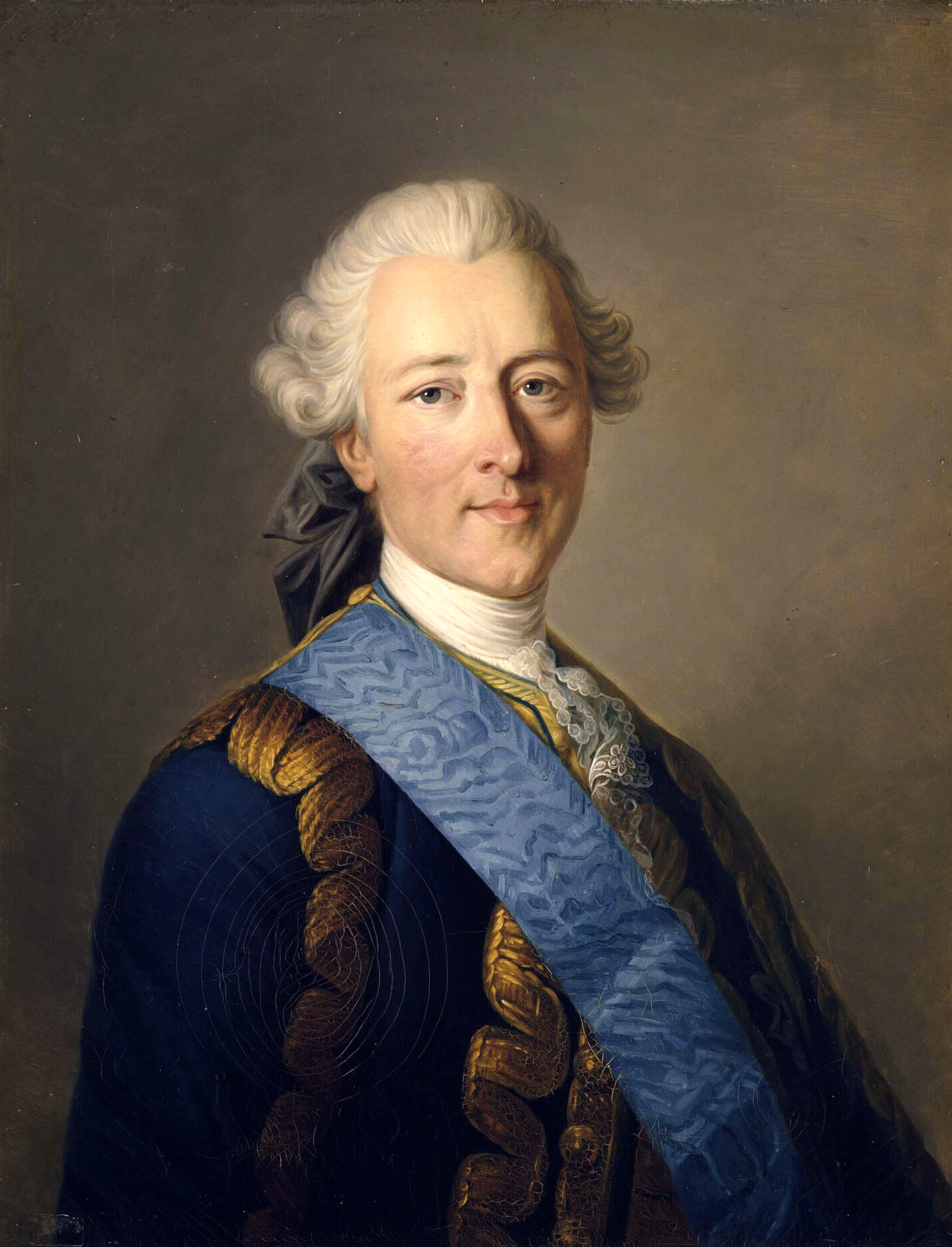
Charles-Juste de Beauvau

Wappen Beauvau-Craon

Charles-Juste de Beauvau, 2. prince de Beauvau (seit 1754) und prince de Craon, (* 10. September 1720 in Lunéville; † 21. Mai 1793 in Saint-Germain-en-Laye) war ein Marschall von Frankreich.

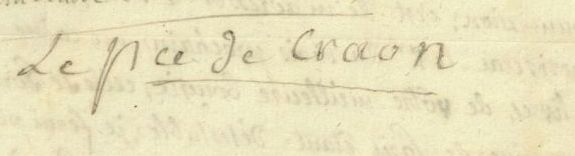
Signatur des Marschalls

## Leben
Charles Juste de Beauvau war der Sohn von Marc de Beauvau (1679–1754), 1. prince de Beauvau, und der Anne Marguerite de Lignéville (1686–1772), comtesse du Saint-Empire, Ehrendame der Herzogin von Lothringen und Mätresse von Herzog Leopold von Lothringen. Seine Schwester war Madame de Boufflers, Mätresse von Stanislaus I. Leszczyński, Titularherzog von Lothringen.
In erster Ehe heiratete er am 3. April 1745 Marie Sophie Charlotte de La Tour d’Auvergne (1729–1763), Tochter von Emmanuel Théodose de La Tour d’Auvergne, duc de Bouillon. Sie hatten eine Tochter: Louise-Anne-Marie (1750–1834) ⚭ Philippe Louis de Noailles, vicomte de Lautrec.
1763 verwitwet, heiratete er in zweiter Ehe im März 1764 Marie-Charlotte-Sylvie de Rohan-Chabot (1729–1807), Tochter von Guy-Auguste de Rohan-Chabot. Diese Ehe blieb ohne Nachkommen.

### Militärkarriere
In den Militärdienst eingetreten wurde er am 10. Dezember 1738 Lieutenant in der Kavallerie. Bereits am 1. Mai 1740 wurde er zum Colonel befördert und erhielt die Stelle des Kommandanten des Régiment des Gardes Lorraine übertragen. Unter dem Kommando von Maréchal de Belle-Isle zeichnete er sich 1742 bei der Belagerung von Prag aus.
Weitere Beförderungen waren:
- Brigadier des armées du roi am 16. Mai 1746,
- Maréchal de camp am 10. Mai 1748,

- Am 28. Dezember 1758 erfolgte die Ernennung zum Lieutenant-général des armées du roi

Im Jahre 1762 bekam er das Oberkommando über die Truppen in Spanien übertragen.
Am 12. Juni 1747 wurde de Beauvau zum Gouverneur des Languedoc ernannt. 1767 machte er sich verdient, als er die letzten Gefangenen, darunter Marie Durand aus dem Tour de Constance entließ. Im Languedoc galt er als sehr beliebt.
Der prince de Beauvau wurde am 13. Juni 1783 zum Maréchal de France ernannt. Im Jahre 1789 war er für fünf Monate Staatssekretär im Kriegsministerium.
Da er kein Gegner der Reformen war, blieb er während der Französischen Revolution unbehelligt. Während der Terrorherrschaft starb er friedlich in seinem Bett.

## Ehrungen
- Grand d’Espagne der ersten Klasse seit dem 11. Mai 1754
- Ritter des Ordre du Saint-Esprit (Versailles, am 2. Februar 1757)[3].
- Februar 1771 : Berufung in die Académie française (ohne schreibend tätig zu werden, beteiligte er sich jedoch aktiv an wissenschaftlichen Tätigkeiten)
- 1782 Ehrenmitglied der Académie des inscriptions et belles-lettres[4]
- Mitglied der Akademie der Wissenschaften
- Ehrenmitglied der Académie des Beaux-Arts
- Mitglied der Accademia della Crusca
- Mitglied der Accademia Etrusca
- Capitaine der 1. Kompanie der Garde du corps du roi

## Residenzen
Die beiden überwiegend genutzten Wohnsitze waren:
- „Hôtel de Beauvau“, (am Place Beauvau im 8. Arrondissement von Paris.) Der Maréchal de Beauvau hatte das Gebäude von Armand-Gaston Camus gemietet und lebte von 1770 bis zu seinem Tode darin. Heute ist hier das französische Innenministerium untergebracht.
- „Château du Val“ in Saint-Germain-en-Laye (Département Yvelines) : Das kleine Schloss aus dem Besitz der französischen Krone stammend wurde von de Beauvau vor 1776 erweitert, indem an der Südseite ein Anbau angefügt wurde. Als Architekt war ein M. Galant angegeben, dabei dürfte es sich jedoch ohne Zweifel um Nicolas Galland gehandelt haben. Der Garten wurde in eine englische Parklandschaft umgewandelt, womöglich durch Inspiration von Hubert Robert[5]. Hier empfing de Beauvau 1778 Benjamin Franklin.

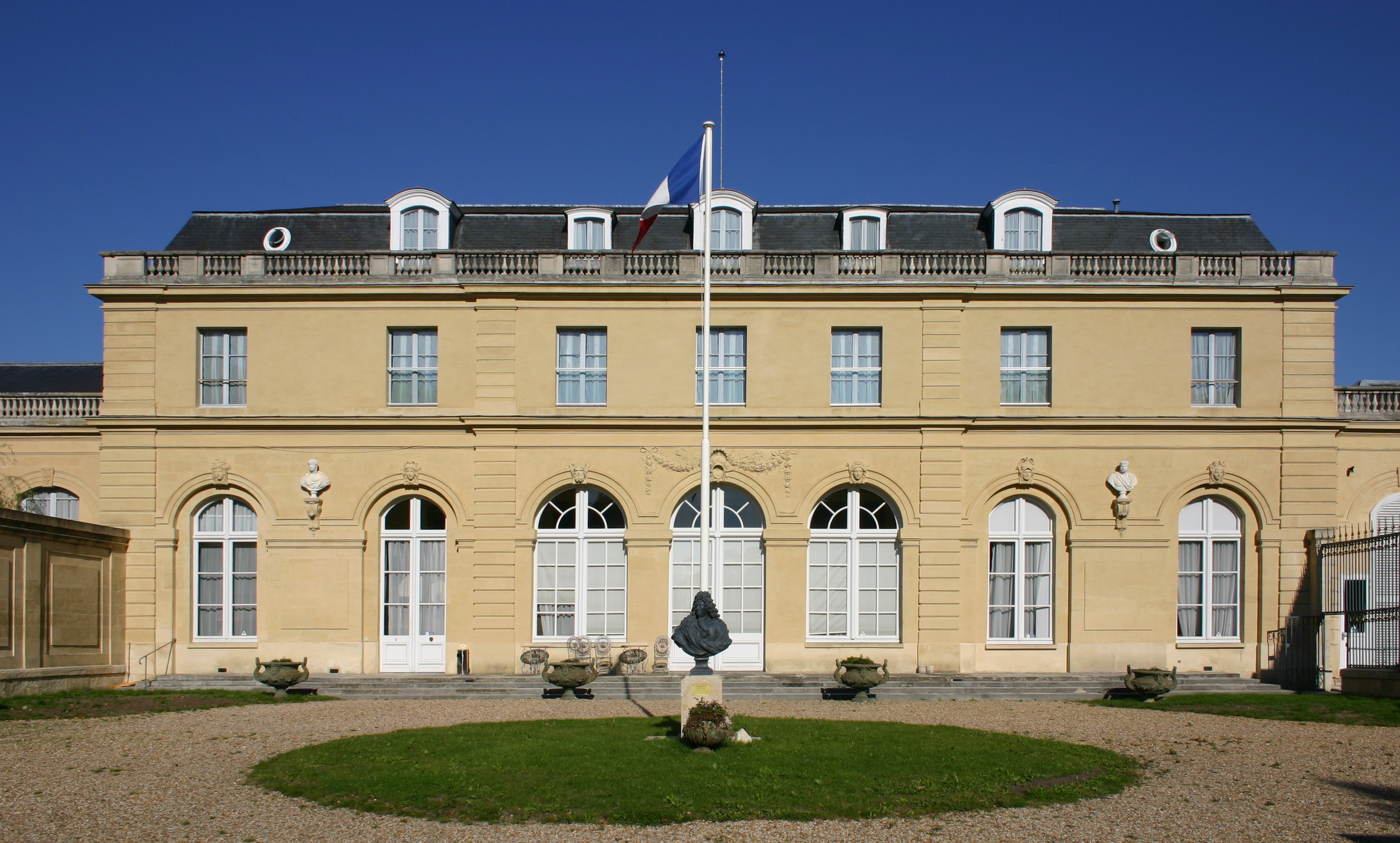
Chateau du Val
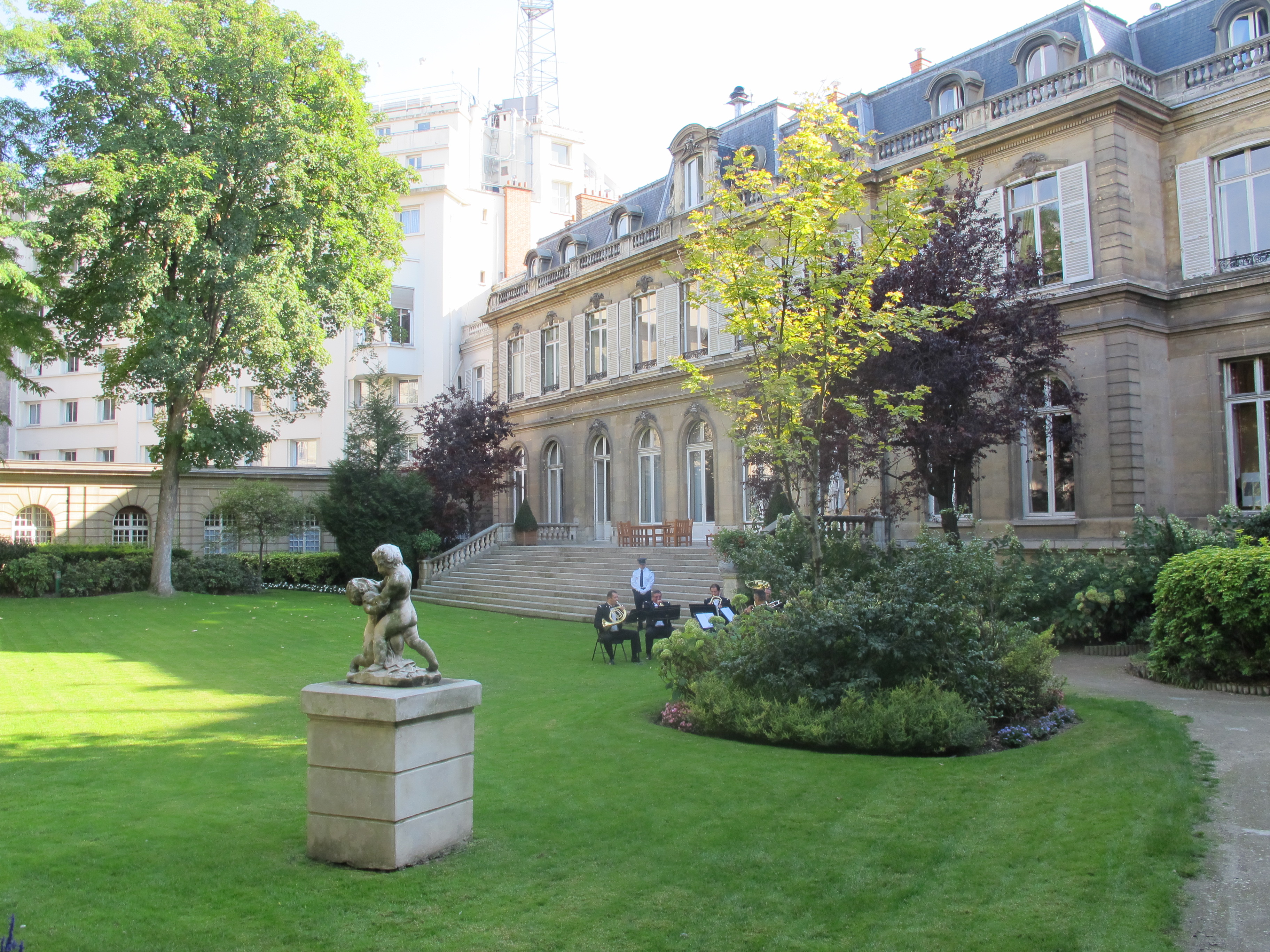
Hôtel de Beauvau (Gartenseite)